# Ctenitis rapensis
Ctenitis rapensis là một loài thực vật có mạch trong họ Dryopteridaceae. Loài này được (E.D. Br.) Holttum miêu tả khoa học đầu tiên năm 1985.